# 30.º Prêmio Angelo Agostini
O 30.º Prêmio Angelo Agostini (também chamado Troféu Angelo Agostini) foi um evento organizado pela Associação dos Quadrinhistas e Caricaturistas do Estado de São Paulo (ACQ-ESP) com o propósito de premiar os melhores lançamentos brasileiros de quadrinhos de 2013 em diferentes categorias.
A votação foi realizada através de formulário no blog oficial da AQC-ESP até 20 de janeiro de 2014 e a cerimônia de premiação ocorreu no dia 1 de fevereiro na Biblioteca Latino-Americana Victor Civita, no Memorial da América Latina. Antes da entrega dos troféus, foi aberta a exposição "Mestres do Quadrinho Nacional", que apresentou originais de vários dos artistas agraciados com este título. Além disso, houve lançamento de revistas e uma homenagem ao quadrinista Renato Canini com a exibição do curta-metragem Kactus Canini Kid, de Lancast Mota, e um bate-papo sobre a vida e obra do artista, com a participação de Fernando Ventura, Lancast Mota, Primaggio Mantovi e Izomar Camargo Guilherme. Também foi exibido o documentário Desvendando Angelo Agostini: 30 Anos da AQC.

## Prêmios
| Categoria                    | Vencedores                                                   |
| ---------------------------- | ------------------------------------------------------------ |
| Mestre do Quadrinho Nacional | Byrata                                                       |
| Mestre do Quadrinho Nacional | Lourenço Mutarelli                                           |
| Mestre do Quadrinho Nacional | Paulo Paiva Lima                                             |
| Desenhista                   | Shiko Piteco: Ingá / O Azul Indiferente do Céu               |
| Roteirista                   | Gustavo Duarte Chico Bento: Pavor Espaciar                   |
| Lançamento                   | Meninos & Dragões Lucio Luiz e Flavio Soares (Editora Abril) |
| Troféu Jayme Cortez          | Sidney Gusman                                                |
| Fanzine                      | Quadrinhos Ácidos Pedro Leite                                |
| Cartunista                   | Angeli                                                       |
| Lançamento independente      | Plataforma HQ vários autores                                 |